# Marktkreuz (Cockburnspath)

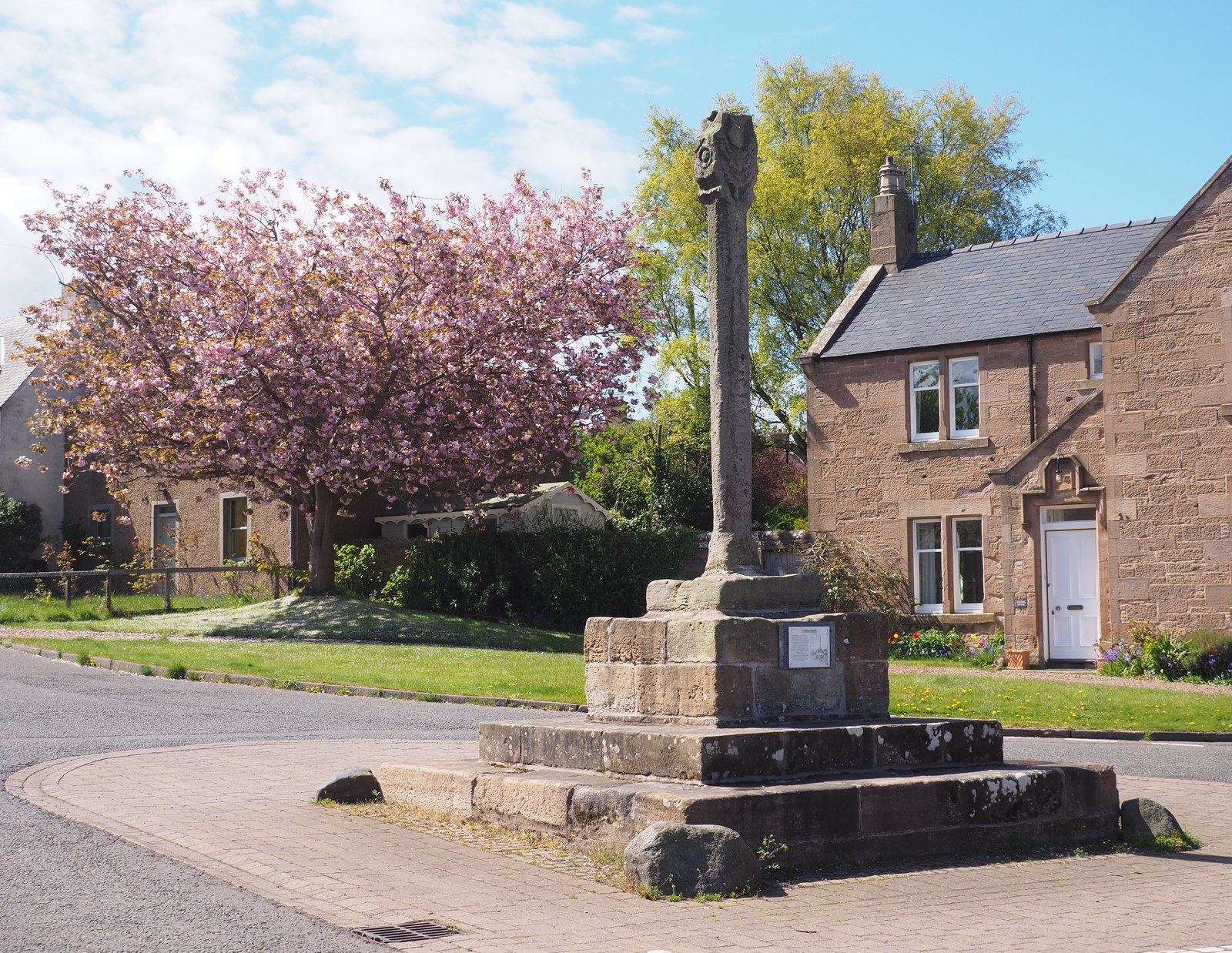
Das Marktkreuz von Cockburnspath

Das Marktkreuz von Cockburnspath ist ein Marktkreuz in der schottischen Ortschaft Cockburnspath in der Council Area Scottish Borders. 1971 wurde das Bauwerk in die schottischen Denkmallisten in der höchsten Denkmalkategorie A aufgenommen. Eine zusätzliche Einstufung als Scheduled Monument wurde 2016 aufgehoben.

## Beschreibung
Das Marktkreuz steht auf dem ehemaligen Marktplatz im Zentrum von Cockburnspath. Sein Baudatum ist nicht überliefert. Anhand der Ornamentierung kann geschlossen werden, dass es nach 1503 entstanden sein muss. 1908 wurde es restauriert. Das Bauwerk ruht auf einem Sockel aus drei unregelmäßigen Stufen mit quadratischem Grundriss. Darauf liegt eine quadratische Sockelplatte mit einer Seitenlänge von 86 cm und einer Höhe von 25 cm. Das Marktkreuz besitzt einen quaderförmigen Schaft mit einer Höhe von 3,1 m. Er schließt mit einem sich erweiternden Kopf mit Reliefen von Distel und Rose.